# Ma (film)
Pour les articles homonymes, voir MA.
Pour plus de détails, voir Fiche technique et Distribution.
Ma est un film d'horreur américain réalisé par Tate Taylor sorti en 2019.
Le film met en vedette Octavia Spencer, Juliette Lewis, Diana Silvers, Corey et Luke Evans dans une histoire d’un groupe d’adolescents qui se lient d’amitié avec une dame d’âge moyen vivant seule à la campagne. Cette dernière les laisse faire la fête dans le sous-sol de sa maison, mais cette amitié va se transformer en un véritable cauchemar pour le groupe d’adolescents.
Le film est produit par Jason Blum avec sa boite de production spécialisée dans le cinéma d’horreur Blumhouse Productions et en collaboration avec Norris.
Pour réaliser le film Ma , Taylor voulait réaliser un film «sur quelque chose de dérangeant » et Spencer voulait jouer un rôle qui s’éloignait de ses rôles habituels. Spencer et Taylor sont des amis de longue date et ont travaillé ensemble dans des films comme La couleur des sentiments ou Get on up. En 2018, Taylor collabore avec Blumhouse Productions pour la réalisation du film Ma avec Taylor à la réalisation, Landes au scénario, Blum à la production et Spencer en premier rôle. Le tournage débute en février 2018 et se termine en mars 2018 dans le Mississippi avec quelques plans tournés à Natchez.
Ma sort aux États-Unis le 31 mai 2019 par Universal Pictures. Le film reçoit des critiques mitigées de la presse spécialisée américaine, qui salue la performance de Spencer malgré le rythme du film et la direction d’acteur sur les personnages des adolescents. La presse a ajouté que le film n’a pas exploité tout son potentiel. Le film fut néanmoins un succès commercial engrangeant 61.1 millions de dollars de bénéfices alors qu’il n'a coûté que 5 millions de dollars.

## Synopsis
Maggie Thompson, une adolescente, déménage avec sa mère Erica dans son Ohio natal après que le mari d’Erica l’ait quittée. Dans son nouveau lycée, Maggie se lie d’amitié avec Haley, Darrell, Chaz et Andy. Ce dernier tombe sous son charme. Ils convainquent Sue Ann Allington dite « Ma », une assistante vétérinaire, de les aider à acheter de l’alcool car le groupe est trop jeune pour en acheter. Sue Ann signale anonymement les actions du groupe de jeunes au père d'Andy, ce dernier appele le sherif local mais celui-ci ne met pas en garde à vue les jeunes parce qu'il n'aime pas le père d'Andy, Ben. Le jour suivant, Sue Ann invite les adolescents à boire dans son sous-sol. À la suite de cette amitié naissante, Sue Ann organise des fêtes dans le sous-sol avec de plus en plus de jeunes, ce qui la rend populaire auprès des lycéens.
Cependant, son hospitalité commence à ennuyer le groupe car Sue Ann leur demande de passer plus de temps avec elle. Une nuit, Sue Ann observe Andy embrasser Maggie, ce qui la rend jalouse car  Sue Ann est amoureuse d’Andy. Elle avait eu un coup de foudre pour son père, Ben, quand elle était au collège avec lui dans sa jeunesse. Elle décide de droguer Maggie et lui vole ses boucles d’oreilles. Le lendemain, Maggie se réveille et remarque la disparition de ses boucles d’oreilles ainsi que des bleus et des blessures. Effrayée, Maggie explique à Andy qu’elle ne veut plus venir chez Ann et lui demande de faire de même.
Pour regagner la confiance du groupe, Ma leur ment en racontant qu’elle a un cancer du pancréas. Alors qu’elle parle, Haley observe qu’Ann porte un bracelet d’un de leurs amis. Les filles suspectent Sue Ann de voler leurs bijoux. Elles décident d’aller enquêter dans sa maison. Elles sont surprises par Genie, la fille de Sue Ann issue d’un mariage raté. Maggie est étonnée qu’elle puisse marcher car elle est habituellement en chaise roulante au lycée. Genie leur demande de partir avant que Sue Ann rentre à la maison. Elles échappent de peu à la rencontre avec Sue Ann.
Ben, le père d’Andy et camarade de Sue Ann durant ses années de lycée, se présente à la clinique vétérinaire avec son chat et invite Sue Ann à boire quelques verres après le travail. Le soir, au bar, Ben montre à Sue Ann un mouchard qu’il a placé dans le portable d’Andy et lui demande pourquoi ce dernier passe autant de temps chez elle. À la suite de cela, Ben ordonne à Sue Ann de s’éloigner de son fils.
Un flashback révèle qu’Ann Sue avait le béguin pour Ben au lycée, et qu'il lui avait proposé de lui faire une fellation dans un placard. Elle accepte la proposition et  rentre dans le placard. Lorsqu'elle en sort, elle se retrouve nez à nez avec Ben qui était derrière la porte du placard. Ben l’a piégée et s'est fait remplacer par un autre élève. Pour couronner le tout, il a invité tout le lycée pour être témoin de ce piège humiliant (y-compris la vraie petite amie de Ben, Mercedes… Et Erica.). Sue Ann ne s’est jamais remise de cette humiliation…
Après ce flashback, Ann Sue devient violente et tombe dans une folie meurtrière. Elle retrouve Mercedes et la tue en lui roulant dessus avec son 4x4. Elle tue ensuite la patronne de la clinique, retire le sang du chien de Maggie, Louie, et attire Ben dans sa maison. Une fois dans la maison, Ann Sue met K.O. Ben, l’attache dans son lit, lui injecte le sang de Louie dans le corps et lui sectionne les poignets. Ben agonise d'une mort lente et douloureuse.
Maggie dit toute la vérité à sa mère sur ses sorties nocturnes et Erica la punit. Sue Ann envoie une photo à Maggie où elle se montre avec Andy dans une fête dans le sous-sol de sa maison pour l’anniversaire de Chaz. Maggie fait alors le mur et se rend à la maison de Sue Ann. Arrivée à la maison, elle remarque que tout le monde a quitté la fête à part son groupe d’amis. Elle essaye alors d’aider Andy à se réveiller mais elle réalise que lui et les autres ont été drogués. Maggie se met à la recherche de secours et voit par la même occasion le corps de Ben. Alors qu’elle se fige d’horreur devant le corps sans vie de Ben, Sue Ann assomme Maggie.
S’ensuit la scène d’horreur avec Maggie qui se réveille enchaînée dans la cave. Sue Ann brûle le ventre de Chaz avec un fer à repasser, coud les lèvres d’Hayley et peint la tête de Darrell en Blanc. Andy se réveille enfin et, sachant que Sue Ann est amoureuse de lui, entreprend de la séduire et l’embrasse. Mais Sue Ann se rend compte que les sentiments d’Andy sont faux et le poignarde. Un officier de police arrive sur les lieux et Maggie se met à crier. Sue Ann lui tire dessus et le tue avant qu’il ne puisse réagir. Elle descend ensuite dans la cave pour rejoindre le groupe d’amis qui est à l’agonie et demande à Maggie de prendre des photos d’elle avec le groupe pour représenter l’ « amitié » dont elle a toujours rêvé. Sue Ann ensuite torture Maggie en la pendant par le cou, mais Genie intervient. Les autres se réveillent enfin et découvrent ce que Sue Ann leur a fait, mais la maison prend feu et ils doivent trouver un moyen de s’en sortir. Erica, sachant où peut se trouver Maggie, appelle son collègue, Stu, pour l’aider. Sue Ann tente de jeter sa fille Genie dans le feu, blâmant Erica de ne pas avoir arrêté la mauvaise blague de Ben. Maggie l’arrête à temps en lui donnant des coups de couteau.
Le groupe d’adolescents s’échappe tandis que Sue Ann, blessée, s’allonge contre le corps de Ben qui était resté dans la chambre. Le film se finit sur la maison qui est entièrement dévorée par les flammes.

## Fiche technique
Sauf indication contraire, les informations mentionnées dans cette section peuvent être confirmées par la base de données cinématographiques IMDb,  présente dans la section « Liens externes ».
- Titre original : Ma
- Réalisation : Tate Taylor
- Scénario : Scotty Landes et Tate Taylor, d'après une histoire de Scotty Landes
- Direction artistique :
- Décors : Marc Fisichella
- Costumes : Megan Coates
- Photographie  : Christina Voros
- Montage  : Lucy Donaldson et Jin Lee
- Musique  : Gregory Tripi
- Production : Jason Blum, John Norris et Tate Taylor

Coproduction : Phillip Dawe, Beatriz Sequeira et Ryan Turek
Production déléguée : Robin Mulcahy Fisichella et Octavia Spencer
- Sociétés de production : Blumhouse Productions et Wyolah Films
- Sociétés de distribution : Universal Pictures (États-Unis) ; Universal Pictures International (France)
- Budget : 5 millions $
- Pays d'origine :  États-Unis
- Langue originale : anglais
- Format : couleur
- Genre : horreur, thriller
- Dates de sortie[4] :
  - États-Unis : 31 mai 2019
  - France : 5 juin 2019
  - Belgique : 5 juin 2019
- Classification
  -  France : Interdit aux moins de 12 ans avec avertissement lors de sa sortie en salles, mais aux moins de 16 ans à la télévision
  -  États-Unis : Restricted - R
  -  Royaume-Uni : 15
  -  Allemagne : 16
  -  Québec : 13+
- Sortie DVD / Blu-ray :
  - États-Unis : 3 septembre 2019
  - France : 9 octobre 2019

## Distribution
- Octavia Spencer (VFB : Nathalie Hons ; VQ : Marie-Andrée Corneille) : Sue Ann « Ma » Ellington
- Diana Silvers (VFB : Sophie Frison ; VQ : Geneviève Bédard) : Maggie Thompson
- Juliette Lewis (VFB : Fanny Roy ; VQ : Violette Chauveau) : Erica Thompson, la mère de Maggie
- McKaley Miller (VFB : Mélanie Dermont ; VQ : Kim Jalabert) : Haley
- Corey Fogelmanis (VFB : Django Schrevens ; VQ : Louis-Philippe Berthiaume) : Andy Hawkins
- Gianni Paolo (VFB : Loïc Buisson) : Chaz
- Dante Brown (VFB : Maxime Van Santfoort) : Darrell
- Tanyell Waivers (VFB : Marie Braam) : Genie
- Dominic Burgess : Stu
- Heather Marie Pate : Ashley
- Tate Taylor (VF : Benoît Grimmiaux) : l'officier Grainger
- Luke Evans (VFB : Olivier Bony ; VQ : Louis-Philippe Dandenault) : Ben Hawkins, le père d'Andy
- Margaret Fegan : Stephanie
- Missi Pyle (VFB : Marie-Line Landerwijn) : Mercedes
- Allison Janney : Dr Brooks
- Kyanna Simone Simpson : Sue Ann (Adolescente)
- Matthew Welch : Ben Hawkins (Adolescent)
- Skyler Joy : Erica Thompson (Adolescente)
- Nicole Carpenter : Mercedes (Adolescente)

Doublage québécois

## Production
L’idée de réaliser MA vient pour Tate Taylor de réaliser un film sur quelque chose de dérangeant et d’une discussion qu’il a eu avec l’actrice Spencer où elle lui expliquait qu’elle était fatiguée des rôles qu’on lui donnait habituellement et qui n’étaient pas le premier rôle. Tate et Spencer sont des amis de longue date qui ont travaillé sur plusieurs projets tels que  La couleur des sentiments ou Get on up. L’amitié entre Tate et Jason Blum a aussi beaucoup joué pour la réalisation du film.
Taylor est venu dans le bureau de Blum en lui répétant «Je veux faire quelque chose de dérangeant. ». Tate lit alors le script du film de Scotty Landes dont Blumhouse Productions s’est acheté les droits la veille. Alors que le premier brouillon montrait une femme blanche dans le rôle principal, Taylor a immédiatement pensé à l’actrice Spencer et l’a immédiatement appelé en lui demandant si elle voulait jouer dans un film d’horreur. Sans même lire le script, Spencer accepta le projet.
Dans la première version du script, il n’y avait aucune indication sur l’histoire du personnage de Spencer faisant d’elle « un monstre auquel le public ne pourrait pas sympathiser. ». Les réalisateurs ont fait une priorité de rajouter une histoire authentique. Taylor pensait qu’il était important de traiter le thème du traumatisme, du péché des parents et de comment on considère les gens, pour créer un personnage auquel le public peut s’y reconnaître ou même avoir de la pitié pour lui.
Le tournage a lieu entre février et mars 2018. Il se déroule à Natchez dans le Mississippi,.

## Réception commerciale
MA a engrangé 45.8 millions de dollars aux USA et Canada et 14.8 millions de dollars dans le reste du monde. Le film a récolté 60.6 millions de dollars de recettes contre 5 millions de dollars d’investis.
Aux USA et au Canada, lors de sa sortie au cinéma, le film MA étaient en concurrence avec Godzilla II : Roi des monstres et Rocketman. Il était prévu que le film allait rapporter 20 millions de dollars à son premier weekend d’ouverture. Le film réalisa 7.2 millions de dollars le tout premier jour (l’avant première du jeudi soir compris) continuant jusqu’à 18.4 millions de dollars finissant en 4ème place du box office à ce moment-là. Le film réalisa 7.8 millions de dollars de plus le weekend suivant finissant en septième position du box office et termine à 3.7 millions de dollars à son troisième weekend.
En france, MA est resté pendant deux semaines dans le classement du box office avec un total de 236238 entrées .

## Critiques
Le film a reçu un résultat de 55 % sur 198 avis avec une moyenne de 5.62/10 sur le site Rotten Tomatoes. L’avis unanime du site explique « que la performance d’Octavia Spencer compense les défauts de MA. Mais le rythme irrégulier et le faible scénario empêchent ce thriller d’exploiter tout son potentiel. Sur le site Metacritic, le film possède une moyenne de 53 sur 100 qui est basée sur 39 avis indiquant des avis mitigés. Le public sondé par Cinema Score a donné une note moyenne de « B- » sur une échelle de « A+  à F ».
Benjamin Lee du Guardian a donné une note de 3 étoiles sur 5 sur le film en le décrivant comme un film qui était plus qu’un film violent. Leah Greenblatt du Entertainment weekly a donné la note de B en spécifiant que « Même si l’histoire tombe crescendo dans un bain de sang, Octavia tient les ficelles d’une scénario absurde. » Owen Gilberman du Variety a écrit : « Spencer est une actrice caméléon qui fait des sauts d’humeurs dans MA qui nous surprend étonnement. ».
Jude Dry de IndieWire a donné la note de C, que « le film prend un principe amusant, le réduit à ses éléments les plus basiques et l’alourdit avec des stupides tactiques de peur. ». Alors que John Defore du Hollywood Reporter a rendu comme verdict : « le film fais tourner rapidement sa faible trame en une étude sceptique d’un besoin émotionnelle et d’un thriller vengeresse difficile à croire.
La presse spécialisée française a donné un avis mitigé voire négatif. Le site Mondocine a donné comme verdict : "Un thriller d’épouvante aussi mou qu’un chamallow", Les fiches du cinema n'a pas non plus été convaincu par le long métrage "Oppressant dans sa première moitié, "Ma" perd progressivement en puissance par manque de prise de risques". Le site allocine a donné une note de 2.1 étoiles sur 5 avec le regroupement de 8 avis différents venant de plusieurs magazines venant de la presse spécialisée française.
Aux Saturn Awards de 2019, Spencer était nommée dans la catégorie Meilleure Actrice et le film était nommé dans la catégorie Meilleur Film Thriller.